# Igreja de São João de Cinarca
Igreja de São João de Cinarca é uma igreja em ruínas em Sari-d'Orcino, Corse-du-Sud, oeste da Córsega. O edifício foi classificado como Monumento Histórico em 1976.